# Gordon Goodwin
Cet article concerne l'athlète britannique. Pour le musicien, voir Gordon Goodwin (musicien).
Gordon Reginald Goodwin (né le 17 décembre 1895 à Lambeth et décédé en février 1984 à Leigh) est un athlète britannique spécialiste de la marche. Il était affilié au Surrey Walking Club.

## Biographie

### Palmarès
| Date | Compétition           | Lieu  | Résultat | Épreuve      | Performance   |
| ---- | --------------------- | ----- | -------- | ------------ | ------------- |
| 1924 | Jeux olympiques d'été | Paris | 2e       | 10 km marche | 48 min 37 s 9 |

### Records
| Épreuve              | Performance   | Lieu | Date |
| -------------------- | ------------- | ---- | ---- |
| 10 kilomètres marche | 48 min 37 s 0 |      | 1924 |